# Plœuc-l'Hermitage
Plœuc-l'Hermitage é uma comuna francesa na região administrativa da Bretanha, no departamento de Côtes-d'Armor. Estende-se por uma área de 82.27 km². Em 2010 a comuna tinha 4 165 habitantes (densidade: 50,6 hab./km²).
Foi criada em 1 de janeiro de 2016, após a fusão das antigas comunas de Plœuc-sur-Lié e L'Hermitage-Lorge.